# クライアント・アクセス・ライセンス
クライアント・アクセス・ライセンス（Client Access License, CAL）とは、ソフトウェアライセンスの一種で、クライアントがサーバソフトウェアに接続し、そのサービスを利用することを許可するライセンスである。マイクロソフトが企業向けのボリュームライセンスの中の体系として制定し、自社のサーバ製品に適用している。
ほとんどの商用デスクトップアプリケーションのライセンスは、インストールする毎に支払いが発生するが、サーバ製品の場合は、サーバソフトウェアが提供するサービスにアクセスするデバイスまたはユーザー毎に支払いが発生する仕組みになっていることがあり、これがCALである。たとえば、 10個のユーザーCALを購入したWindows Server 2016のインスタンスでは、10人の異なるユーザーがサーバにアクセスできる。

## 商用ライセンスの概要
商用アプリはエンドユーザーまたは企業にライセンス供与される。ソフトウェアの著作権者（「ライセンサー」）とエンドユーザーまたは企業（「ライセンシー」）の間の法的拘束力のある契約を通じて、ライセンサーはライセンシーに、ライセンス契約に規定されている特定の制限の下でのアプリ使用許可を与える。マイクロソフトの場合、消費者向け小売製品では、ライセンシーは1台のコンピュータでソフトウェアを使用できるよう契約条件が設定されている。一方、マイクロソフトの企業向けソフトウェアでは、費用効果、柔軟性、またはその両方を実現するように設計された、さまざまな製品のライセンス体系をいくつか提供している。 
Windows Server 2003やSQL Server 2005などの商用サーバソフトウェアには、 Windows Vistaなどのデスクトップソフトウェア用に購入したものよりも高価なライセンスが必要となる。これらのサーバ製品に接続するすべてのクライアントは、サービスを使用するために接続するためのライセンスを持っている必要がある。これらの特別な目的のライセンスは、CALの形式で提供される。

## ライセンス体系
CALは、クライアントコンピュータが商用サーバーソフトウェアに接続することを許可するライセンスである。これらは通常、Certificate of Authenticity （CoA）とライセンスキーの形式で提供され、証明書自体に添付されることもある。マイクロソフトのサーバーソフトウェアのほとんどのさまざまなエディションには、通常、少数のCALが含まれる。これにより、CALライセンスモードに応じて、少数のユーザーまたは少数のコンピューターでソフトウェアを使用できる。より多くのクライアントがサーバにアクセスする必要がある場合は、追加のCALを購入する必要がある。
Microsoft Servers製品では、特定の時点で接続するクライアントの同時アクセス数ではなく、一意のクライアントごとにCALが必要である。 通常はCALモデルに基づいているが、中には、Windows Server Web Editionの場合のように、CALをまったく必要としないものがある。 また、Microsoft SQL Serverは、CALのライセンスとCPUコアに基づくライセンスの2通りがある。

## ユーザーCALとデバイスCAL
CALには、「デバイス」と「ユーザー」の2つの種類がある。企業は、利用の仕方によっていずれかの種類から自由に選択できる。
ユーザーCALを使用すると、各CALにより、特定の1人のユーザーが任意のデバイスからいつでもサーバソフトウェアに接続できる。 CALがそのユーザーに割り当てられると、別のユーザーが使用することはできない。この場合は、必要な数のユーザーがサーバに接続できるように、ユーザーCALを必要数購入する。
デバイスCALは、ユーザーの数ではなく、接続できるデバイスを制限します。 1つのデバイスCALは、特定のデバイスに紐づき、そのデバイスから接続するユーザーの数に関係なく、1つのデバイスがサーバソフトウェアに接続して使用できる。

## ソフトウェアエディション
CALは通常、サーバソフトウェアのエディションに関係なく、サーバーソフトウェアへの接続を有効にする。 たとえば、Windows Server 2003 Enterprise Editionとのクライアント接続を有効にするために購入したCALは、Windows Server 2003 Datacenter Editionで使用できる。また、企業向けのボリュームライセンスでは、通常、同じ製品の過去バージョンを利用することもできる。たとえば、Windows Server 2012 CALは、Windows Server 2012で実行されているサーバにアクセスするために使用できるだけでなく、Windows Server 2008、Windows Server 2008 R2、Windows Server 2003、および以前のバージョンを実行しているサーバーの1つにアクセスするためにも使用できる。  